# Lagidium
Lagidium (Meyen, 1833) è un genere di roditori della famiglia dei Cincillidi comunemente noti come viscacce di montagna.

## Descrizione

### Dimensioni
Al genere Lagidium appartengono roditori di grandi dimensioni, con lunghezza della testa e del corpo tra 300 e 450 mm, la lunghezza della coda tra 200 e 400 mm e un peso fino a 3 kg.

### Caratteristiche craniche e dentarie
Il cranio è stretto e presenta un lungo rostro, la regione inter-orbitale è larga, la scatola cranica è piatta e tondeggiante senza creste di rilievo. La bolla timpanica è ingrandita, il palato è notevolmente stretto anteriormente. Gli incisivi superiori sono bianchi, i denti masticatori hanno ciascuno tre lamine curve.
Sono caratterizzati dalla seguente formula dentaria:

### Aspetto
L'aspetto è quello di un piccolo coniglio con una lunga coda. La pelliccia è densa e soffice, le parti dorsali variano dal grigio scuro al marrone scuro, con una striscia dorsale nera, più evidente nelle popolazioni meridionali, mentre le parti ventrali sono solitamente bianche, gialle o grigio chiare. La testa è grande, il muso è corto e gli occhi grandi. Le orecchie sono lunghe,  ricoperte di corti peli ed hanno una frangia di peluria bianca lungo i bordi. Le zampe hanno quattro dita terminanti con un corto artiglio ricurvo, i piedi sono sottili, i palmi e le piante sono nerastre e prive di peli. La coda è più corta della testa e del corpo, è cespugliosa, presenta una cresta di peli chiari e ruvidi lungo la parte superiore e l'estremità scura, dal nerastro al bruno-rossastro. Le femmine hanno un singolo paio di mammelle toraciche laterali.

## Distribuzione
Il genere comprende animali terricoli diffusi nelle regioni andine dal Perù meridionale attraverso la Bolivia fino al Cile e all'Argentina meridionali.

## Tassonomia
Il genere comprende 4 specie.
- Lagidium ahuacaense Ledesma et al., 2009
- Lagidium peruanum Meyen, 1833
- Lagidium viscacia (Molina, 1782)
- Lagidium wolffsohni (Thomas, 1907)